# Kalina Wojciechowska (biblistka)
Kalina Agnieszka Wojciechowska (ur. 17 sierpnia 1971) – polska teolog i biblistka ewangelicka, doktor habilitowany nauk teologicznych, profesor nadzwyczajny Chrześcijańskiej Akademii Teologicznej w Warszawie, wykładowca Ewangelikalnej Wyższej Szkoły Teologicznej we Wrocławiu oraz Kolegium Artes Liberales Uniwersytetu Warszawskiego.

## Życiorys
Absolwentka Chrześcijańskiej Akademii Teologicznej z 1997 r., studiowała również w Instytucie Filologii Klasycznej Uniwersytetu Warszawskiego oraz na Ewangelickim Fakultecie Teologicznym (Evangelisch–Theologische Fakultät) Uniwersytetu Fryderyka Wilhelma w Bonn. W 1999 obroniła w ChAT pracę doktorską z zakresu biblistyki, a w 2008 uzyskała stopień doktora habilitowanego nauk teologicznych w zakresie teologii biblijnej. Od 1999 adiunkt, a od 2008 profesor nadzwyczajny w katedrze Wiedzy Nowotestamentowej i Języka Greckiego ChAT. W 2011 roku została wybrana na członka Komitetu Nauk Teologicznych Polskiej Akademii Nauk. W kadencji 2015-2018 oraz 2019-2023 zastępca przewodniczącego KNT PAN. Była pierwszą kobietą we władzach Komitetu, a także jedyną wówczas osobą świecką w tym gremium. W kadencji 2024-2027 ponownie członek Komitetu. Od 2012 roku jest członkinią Zespołu Języka Religijnego Rady Języka Polskiego przy Prezydium PAN.
Specjalizuje się w analizie ksiąg narracyjnych Nowego Testamentu. Wraz z mężem Jerzym Żakiem jest organizatorką sympozjów teologiczno-muzykologicznych. Publikowała między innymi w miesięczniku „Więź”. Współpracowała z telewizją religia.tv, gdzie występowała jako ekspertka w zakresie biblistyki w programach z cyklu Biblijna lekcja religii.

## Odznaczenia
W 2015 została odznaczona Srebrnym Krzyżem Zasługi.

## Nagrody i wyróżnienia
- 2. miejsce w konkursie na Teologiczną Książkę Roku organizowanym przez Komitet Nauk Teologicznych Polskiej Akademii Nauk za książkę Mądrość zstępująca z góry. Komentarz strukturalny do Listu św. Jakuba[4]

## Wybrane publikacje
- Gramatyka języka hebrajskiego w zarysie (wraz z Alfredem Tschirschnitzem), Warszawa 1996, ChAT, ISBN 83-901296-7-1
- Opowiadam wam jak Piotr: elementy stylu i stylizacji w Ewangelii Marka, Warszawa 2006, ChAT, ISBN 83-60273-00-6
- Ku Słowu, ku Kościołowi, ku światu. Księga pamiątkowa ofiarowana Arcybiskupowi Jeremiaszowi (Janowi Anchimiukowi) w 70. rocznicę urodzin, (redakcja naukowa wraz z Wsiewołodem Konachem), Warszawa 2013, ChAT, ISBN 978-83-60273-32-6
- Mądrość zstępująca z góry. Komentarz strukturalny do Listu św. Jakuba (współautor: Mariusz Rosik), Wydawnictwo Naukowe ChAT, Warszawa 2018 ISBN 978-83-60273-45-6
- Oczekując miłosierdzia. Komentarz strukturalny do Listu św. Judy (współautor: Mariusz Rosik), Wydawnictwo Naukowe ChAT, Warszawa 2020 ISBN 978-83-60273-53-1
- Głosząc przyjście Pana. Komentarz strukturalny do Drugiego Listu św. Piotra (współautor: Mariusz Rosik), Wydawnictwo Naukowe ChAT, Warszawa 2022 ISBN 978-83-60273-71-5